# Ульш-ла-Валле-Фулон
Ульш-ла-Валле́-Фуло́н (фр. Oulches-la-Vallée-Foulon) — коммуна во Франции, находится в регионе Пикардия. Департамент коммуны — Эна. Входит в состав кантона Гиньикур. Округ коммуны — Лан.
Код INSEE коммуны — 02578.

## Население
Население коммуны на 2010 год составляло 63 человека.
| 1962 | 1968 | 1975 | 1982 | 1990 | 1999 | 2010 |
| ---- | ---- | ---- | ---- | ---- | ---- | ---- |
| 67   | 53   | 44   | 42   | 49   | 49   | 63   |

## Экономика
В 2010 году среди 35 человек трудоспособного возраста (15—64 лет) 26 были экономически активными, 9 — неактивными (показатель активности — 74,3 %, в 1999 году было 68,6 %). Из 26 активных жителей работали 24 человека (12 мужчин и 12 женщин), безработных было 2 (1 мужчина и 1 женщина). Среди 9 неактивных 2 человека были учениками или студентами, 4 — пенсионерами, 3 были неактивными по другим причинам.